# Ja, ja der Peter der ist schlau
Ja, ja der Peter der ist schlau ist ein Lied der deutsch-griechischen Sängerin Vicky Leandros aus dem Jahr 1975.

## Entstehung und Veröffentlichung
Bei Ja, ja der Peter der ist schlau handelt es sich um eine deutschsprachige Coverversion des griechischen Originals Kyra Giorgaina von Yannis Kalatzis aus dem Jahr 1970. Der Text stammt im Original von Giorgos Katsaros und die Komposition von Pithagoras Papastamatiou. Die Komposition wurde für Ja, ja der Peter der ist schlau beibehalten, der neue deutschsprachige Text von Fred Moran und Klaus Munro verfasst. Für die Produktion zeichnete Leo Leandros verantwortlich.
Die Erstveröffentlichung von Ja, ja der Peter der ist schlau erfolgte als Single im Juni 1975 bei Philips. Diese erschien als 7″-Single mit der B-Seite Morgen ist auch noch ein Tag (Katalognummer: 6000 179). Am 15. August 1975 erschien das Lied als Teil des Studioalbums Ich liebe das Leben (Katalognummer: 6858 068).

## Charts und Chartplatzierungen
| ChartsChartplatzierungen | Höchstplatzierung | Wochen/ Monate |
| ------------------------ | ----------------- | -------------- |
| Deutschland (GfK)        | 13 (20 Wo.)       | 20 Wo.         |
| Österreich (Ö3)          | 15 (1 Mt.)        | 1 Mt.          |